# Anthony Caminetti
Anthony Caminetti (Jackson, 30 luglio 1854 – Jackson, 17 novembre 1923) è stato un avvocato e politico statunitense. Ha ricoperto l'incarico di membro della Camera dei rappresentanti degli Stati Uniti per lo stato della California per due mandati, dal 1891 al 1895.

## Biografia
Nato a Jackson, California, Caminetti era figlio di emigrati italiani. Egli frequentò le scuole pubbliche presso la sua contea natale di Amador, successivamente le scuole di grammatica a San Francisco, e infine studiò all'Università della California - Berkeley. Egli studio giurisprudenza e venne ammesso a esercitare la professione nel 1877 e iniziò la pratica a Jackson. Ricoprì l'incarico di procuratore distrettuale della Contea di Amador dal 1878 al 1882.
Caminetti prestò servizio presso l'Assemblea generale della California dal 1883 al 1885.
Tra il 1885 e il 1887 ricoprì l'incarico di membro del Senato della California. 
Successivamente, venne eletto come deputato per il Partito democratico del 52° e 53º Congresso degli Stati Uniti, per il periodo che va dal 4 marzo 1891 al 3 marzo 1895. Durante il suo mandato al Congresso, Caminetti propose un disegno di legge nel 1892 che avrebbe comportato l'eliminazione del Parco nazionale di Yosemite, spingendo il Presidente dell'organizzazione ambientalista Sierra Club, John Muir a mettere in atto una petizione per affossare la proposta di Caminetti. Egli fu anche uno dei candidati sconfitti nel 1894 per la rielezione al 54º Congresso degli Stati Uniti. 
Fu delegato per la Convention nazionale del Partito democratico nel 1896 e nuovamente membro dell'Assemblea generale della California dal 1897 al 1901. Nell'aprile 1897 venne anche nominato Commissario capo e occupò la carica fino al 31 luglio 1899.
Fu ancora membro del Senato della California dal 1907 al 1913, e ricoprì l'incarico di Commissario generale degli Stati Uniti per l'immigrazione tra il 1913 e il 1921. In quanto Commissario generale per l'immigrazione, Caminetti sostenne che il Congresso degli Stati Uniti avrebbe dovuto bloccare i flussi migratori di cinesi, giapponesi e malesi in quanto rappresentavano la cosiddetta "minaccia asiatica" (dall'inglese, "Asiatic menace"). Durante tale mandato, nel 1913 suo figlio Farley Drew Caminetti venne arrestato sulla base del Mann Act (o anche noto come White-Slave Traffic Act) quando portò con sé la sua amante a Reno, in Nevada attraversando il confine dello stato.
Nel 1915 venne assegnato all'Ufficio nazionale del lavoro.
Nel 1917 venne nominato membro del War Industries Board (WIB), l'agenzia governativa creata nello stesso anno e incaricata di coordinare gli acquisti di materiale bellico durante la Prima guerra mondiale. Dopo la guerra venne inviato in Europa per raccogliere informazioni sullo stato del continente all'indomani del conflitto.
Infine, Caminetti portò avanti la sua carriera di avvocato a Jackson, California fino alla sua morte, il 17 novembre 1923. Venne sepolto nel cimitero protestante.

## Famiglia
Sposò Ellen Martin, originaria della California e discendente della nota famiglia Madison. Sua bisnonna era cugina dello stesso presidente degli Stati Uniti James Madison. Suo bisnonno, George Holland, fu un Primo luogotenente dell'Esercito continentale delle Tredici colonie britanniche, e si trovò assieme a George Washington presso Valley Forge, Pennsylvania. Il suo giuramento di fedeltà è attestato da documenti presso il Dipartimento di Stato, essendo uno dei pochi documenti che si sono preservati dalla distruzione operata dagli inglesi nella Guerra anglo-americana del 1812. Quando suo marito non fu più in grado di essere presente alla Convention del Partito democratico a Sacramento, Ellen Martin si recò all'evento per pronunciare il discorso di accettazione al posto di Caminetti. Nel commentare l'episodio, uno dei giornali della California del tempo scrisse: "Le persone che pensano che le donne non hanno alcuna influenza nella politica avrebbero dovuto essere presenti alla Convention del Partito democratico ieri a Sacramento. La signora Caminetti ha presieduto e gestito il corso dei lavori con grazia e precisione decisamente inaspettata da parte del gentil sesso." L'operato di Ellen Martin a Washington durante una sessione del 53º Congresso degli Stati Uniti (1893-1895), espressasi contro un disegno di legge proposto, portò alla pubblicazione di un editoriale speciale di un giornale di San Francisco. Ellen Martin era molto legata al lavoro educativo in California, e fu membro del Consiglio per l'istruzione della contea di Amador.
Nel 1886, Anthony Caminetti ebbe un figlio maschio da Ellen Martin, che prese il nome di Farley Drew Caminetti. Nel 1913, mentre il padre ricopriva l'incarico di Commissario generale per l'immigrazione, Farley Caminetti finì sui giornali per essere stato arrestato sulla base del Mann Act (o anche noto come White-Slave Traffic Act) quando portò con sé la sua amante a Reno, in Nevada, attraversando il confine di stato.